# 武斗棒

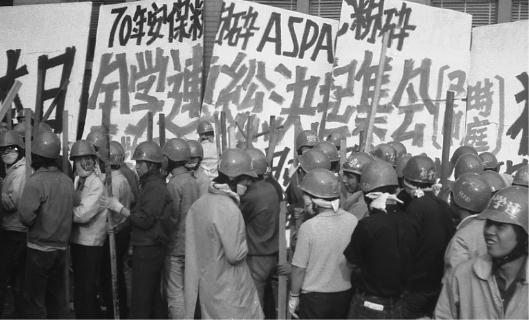
1968年，手持武斗棒的日本示威学生

武斗棒（日语：／ Gebaruto Bou，常简称）是日本安保斗争时左翼人士使用的棍状简易武器。

## 概说
武斗棒因安保斗争而出现。在安保斗争早期，赤手空拳的示威学生面对全副武装的警方机动队时吃了很大的亏。一些学生因此将示威标语牌的把手拆掉，做为和警方机动队对抗的武器。参与示威的学生将这种简易棍棒起名为。来自德语词汇，意为暴力。据说当时的学生喜欢用罕见的外来语来命名事物。这个名字很快流行开来。武斗棒一般来自拆卸的公共设施，如门框、长椅等，因此材料和尺寸较不统一。但一般为日本常见的方形木棍（角材），也有少量铁和铝棍。长度最长的可以达到2米。后来因为需求量大，也有学生组织在木材店专门订制。武斗棒除了用来和机动队搏斗，也可以用来悬挂旗帜。有些武斗棒的前部会安装钉子，以提高杀伤力。就實質上而言，武鬥棒指為用於武鬥的棒狀物，因此，形式、材質皆不是重點。
武斗棒是非常简陋的武器，它很不结实，在强烈的冲击下很容易弯折或折断。因此基本上是一次性使用的武器。但其效果也很明显——被攻击者完全有可能在打击下受到严重的伤害。因此对于缺少武器的学生来说仍然是实用的武器。
武斗棒在1967年初的善临学生会馆事件中首次出场，随后在同年的第一次羽田斗争中逐渐成为学生运动反抗当局或内斗的主要武器之一。赞助左翼组织武斗棒在当时也成为支持安保运动的一种方式。今日，武斗棒、燃烧瓶（火炎瓶）和写有组织名称的安全盔（安全ヘルメット）已成为昭和时期学生运动的标志。